# Алмено Сан Салваторе
Алмено Сан Салваторе (итал. Almenno San Salvatore) је насеље у Италији у округу Бергамо, региону Ломбардија.
Према процени из 2011. у насељу је живело 5670 становника. Насеље се налази на надморској висини од 295 м.

## Становништво
Према резултатима пописа становништва 2011. у општини је живело 5.831 становника.
| 1931. | 1936. | 1951. | 1961. | 1971. | 1981. | 1991. | 2001. | 2011. |
| ----- | ----- | ----- | ----- | ----- | ----- | ----- | ----- | ----- |
| 2.908 | 2.993 | 3.326 | 3.686 | 4.332 | 5.206 | 5.635 | 5.788 | 5.831 |